# Scraptia madurensis
Scraptia madurensis es una especie de coleóptero de la familia Scraptiidae.

## Distribución geográfica
Habita en la India.